# Список умерших в 794 году

## Май
- 20 мая — Этельберт II, король Восточной Англии (779—794), общехристианский святой в лике мучеников.

## Август
- 10 августа — Фастрада, королева франков, четвёртая супруга Карла Великого.